# Пратовеккьо-Стія
Пратовеккьо-Стія (італ. Pratovecchio Stia) — муніципалітет в Італії, у регіоні Тоскана,  провінція Ареццо. Муніципалітет утворено 1 січня 2014 року шляхом об'єднання муніципалітетів Пратовеккьо, Стія.
Пратовеккьо-Стія розташоване на відстані близько 220 км на північ від Рима, 39 км на схід від Флоренції, 37 км на північ від Ареццо.
Населення — 5918 осіб (2013).
Щорічний фестиваль в Пратовеккьо відбувається 1 січня. 

## Демографія
Населення за роками:

## Сусідні муніципалітети
- Баньйо-ді-Романья
- Кастель-Сан-Нікколо
- Лонда
- Монтеміньяіо
- Пелаго
- Поппі
- Руфіна
- Санта-Софія
- Сан-Годенцо